# 16250 Делбо
16250 Делбо (16250 Delbó) — астероїд головного поясу, відкритий 26 квітня 2000 року.
Тіссеранів параметр щодо Юпітера — 3,561.